# Weruche Opia
Reanne Weruche Opia es una actriz y empresaria nigeriana. Es directora ejecutiva de su línea de ropa, Jesus Junkie Clothing.

## Biografía
Opina nació el 11 de abril de 1987 en Nigeria y emigró a Gran Bretaña a los 13 años. Su padre es autor y profesor y su madre es la veterana locutora y presentadora, Ruth Benamaisia Opia. Estudió teatro y sociología en la Universidad del Oeste de Inglaterra, Bristol.

## Carrera
Es conocida por interpretar a Cleopatra Ofoedo en la serie de televisión Bad Education, fue nominada en 2015 en la categoría de "Actriz de Nollywood del año" en los Nigeria Entertainment Awards 2015. En 2018, protagonizó junto a Steve Pemberton y Reece Shearsmith el sexto y último episodio de la cuarta temporada de Inside No. 9 titulado "Tempting Fate" e interpretó a Terry Pratchard en la serie de la BBC I May Destroy You.

## Filmografía
| Film | Film                    | Film             | Film                             |
| Año  | Nombre                  | Personaje        | Notas                            |
| ---- | ----------------------- | ---------------- | -------------------------------- |
| 2010 | The Bill                | Selina Moris     | Serie de televisión              |
| 2013 | Top Boy                 | Nafisa           |                                  |
| 2014 | Bad Education           | Cleopatra Ofoedo | Series 3                         |
| 2014 | When Love Happens       | Mo               |                                  |
| 2015 | Banana                  | Lilia            | Serie de televisión. Un episodio |
| 2015 | The Bad Education Movie | Cleopatra Ofoedo |                                  |
| 2015 | Hot Pepper              | Toya             | Un episodio                      |
| 2015 | Suspects                | Mae Roberts      | Dos episodios                    |
| 2015 | Prey (IV)               | Ebele            |                                  |
| 2016 | When Love Happens Again | Mo               |                                  |
|      | Thereafter              | June             |                                  |
| 2017 | Just a Couple           | Melissa          | Serie de televisión              |
| 2018 | Inside No. 9            | Maz              | Episodio "Tempting Fate"         |
| 2019 | Sliced                  | Naomi            | Serie de televisión              |
| 2020 | I May Destroy You       | Terry            | Serie de televisión              |

## Premios y nominaciones
| Año  | Ceremonia de premiación                            | Categoría                                                              | Trabajo nominado      | Resultado | Ref.  |
| ---- | -------------------------------------------------- | ---------------------------------------------------------------------- | --------------------- | --------- | ----- |
| 2015 | Premios de entretenimiento de Nigeria 2015         | Actriz del año (Nollywood)                                             | Cuando el amor sucede | Nominada  | [ 6 ] |
| 2015 | Tercera edición Africa Magic Viewers Choice Awards | Mejor actriz de comedia                                                | Cuando el amor sucede | Nominada  | [ 7 ] |
| 2021 | Premios Independent Spirit                         | Mejor reparto en una nueva serie con guion (compartido con el reparto) | Puedo destruirte      | Ganadora  | [ 8 ] |
| 2021 | Premios de la Academia Británica de Televisión     | Mejor actriz de reparto                                                | Puedo destruirte      | Nominada  | [ 9 ] |